# Liga de Desarrollo (Argentina)
La Liga de Desarrollo es un torneo de básquetbol juvenil auspiciado y gestionado por la Asociación de Jugadores de Argentina, ente que gestiona del básquet profesional en ese país, las dos máximas divisiones, la Liga Nacional de Básquet y el Torneo Nacional de Ascenso.
Su temporada inicial fue en 2015, cuando la nueva gestión de la AdC decide implementar un torneo para que los jugadores de divisiones juveniles de los equipos en la Liga Nacional tengan un lugar en donde jugar ya que en los equipos, los minutos que estos jugadores tienen son muy escasos. Entre los impulsores de este torneo está "Pepe" Sánchez, que también está a cargo del baloncesto en Bahía Basket y ha traído al país un nuevo concepto de manejar el deporte.
Del torneo han surgido promesas como Juan Pablo Vaulet, MVP de la primera edición y drafteado por la NBA o Ayan Núñez Carvalho, que tras la primera temporada pasó a la NCAA.
Además de este torneo existen otros para instituciones gestionados por la CABB, como el Campeonato Argentino de Clubes U-19. Por parte de la AdC también existe la Liga de Desarrollo Femenina.

## Historia
En diciembre del 2014 se formalizó una noticia que se había dado a conocer a comienzo de la temporada 2014/15, se creó la "Liga de Desarrollo". El certamen es similar a la Liga Nacional, se disputa con el mismo calendario de la segunda fase y sirve para que los jugadores jóvenes tengan más partidos. La idea inicial del torneo es que se dispute en verano, cuando los jugadores no asisten a las clases de la escuela, y además, que los partidos se disputen antes del partido de Liga Nacional.

La idea de la Liga de Desarrollo es incentivar el progreso de los jóvenes talentos. Especialmente de aquellos chicos que no tienen tanto tiempo en nuestra Liga Nacional. Pasa por hacer un aporte a la competición y también a la Selección Argentina.
Fabián Borro, presidente de la Asociación de Clubes.

En su primera temporada contó con 18 equipos, uno por cada equipo de la LNB. Los mismos fueron conformados por hasta 15 jugadores menores de 23 años, y algunos equipos incluyeron jugadores que además disputan partidos para el equipo principal, como Regatas Corrientes con Javier Saiz o Bahía Basket con Lucio Redivo, Gastón Whelan y Máximo Fjellerup, otros equipos no los incluyeron, como Quilmes, que no incluyó ni a Tayavek Gallizi, ni Luca Vildoza, mientras que Peñarol no sumó ni Franco Giorgetti ni Luciano Massarelli o en Regatas Corrientes, que no incluyó a Nicolás Brussino.

Es sumamente motivador para los chicos jugar la nueva competición. Estarán haciendo muchas cosas con estructura de liga profesional: se encuentran con entrenador, asistente, preparador físico, utilero, van a viajar con el equipo profesional. Aunque todo sin desvirtuar cual es el mensaje, que es el desarrollo, la educación, formación. No hay que salir del objetivo fundamental, que sepan que tienen un camino importante y largo para desarrollarse.
Eduardo Japéz, entrenador de Quimsa en la primera edición.

La liga también tuvo opiniones en contra sobre todo por la inmediatez en la que se creó e instauró el torneo, dejando muchas cosas sin aclarar desde el comienzo, como la definición del torneo, y con varias otras críticas, como la posibilidad de incluir jugadores "invitados" para completar la planilla.
Para el segundo año de competencia, la liga contó con la incorporación de un director general, puesto cubierto por Raúl Bianco. Otro de los cambios es la posibilidad de incorporar un extranjero al equipo y no permitir jugadores invitados. Esta medida generó controversia entre distintos medios, a lo que más tarde Bianco respondió que el tema del jugador extranjero es para aquel joven que esté viviendo en Argentina y no pueda participar de ningún otro torneo organizado por la CABB u otros entes menores.
En 2017 Bahía Basket logró el tricampeonato al consagrarse ante Ferro Carril Oeste de Buenos Aires en el estadio de este último. En 2018 se rompió la hegemonía del equipo bahiense y el campeón fue Quimsa de Santiago del Estero, que venció a Comunicaciones de Mercedes y previamente había vencido al campeón vigente en el Final Four jugado en su estadio.
En 2018 el torneo incorpora la rama femenina, en la cual participan los equipos de la Liga Femenina de Básquetbol.
En 2019 Peñarol se consagra campeón tras vencer en Córdoba al local Instituto por 93-91
La temporada 2020 del certamen fue suspendida a causa del inicio de la pandemia de COVID-19, dejando el campeonato vacante. Al año siguiente no se llegó a un acuerdo para dar inicio al torneo, por lo que ocho clubes que debían competir -Boca Juniors, Comunicaciones, Ferro, Libertad, Oberá, Obras Basket, Olímpico, Quimsa y Regatas Corrientes- inscribieron a sus equipos juveniles en el Torneo Federal de Básquetbol. 
En noviembre de 2021 se anunció el reanudamiento de la Liga de Desarrollo, pero con un formato diferente al utilizado hasta ese momento. En esta nueva edición se disputaron 38 partidos de fase regular entre noviembre y abril, seguido de un cuadrangular final que se llevó a cabo en la ciudad de Oberá, Provincia de Misiones. En el cuadrangular final, Boca Juniors se consagró campeón por primera vez de este certamen, derrotando en la final a Comunicaciones por 94-78, con Juan Martín Guerrero como figura del juego (MVP) con 23 puntos, 12 rebotes y 12 asistencias.

## Historial de campeones

### Torneo masculino
| Temporada | Campeón                                                 | Resultado                                               | Subcampeón                                              | Entrenador campeón                                      | Estadio de la final                                     | MVP finales                                             |
| --------- | ------------------------------------------------------- | ------------------------------------------------------- | ------------------------------------------------------- | ------------------------------------------------------- | ------------------------------------------------------- | ------------------------------------------------------- |
| 2014-15   | Weber Bahía (Bahía Blanca)                              | 92-59                                                   | Lanús (Lanús)                                           | Mauro Polla                                             | Estadio Moisés Flesler (Echagüe, Paraná)                | Juan Pablo Vaulet (Weber Bahía)                         |
| 2015-16   | Weber Bahía (Bahía Blanca)                              | 84-75                                                   | Lanús (Lanús)                                           | Mauro Polla                                             | Microestadio Antonio Rotili (Lanús, Lanús)              | Máximo Fjellerup (Weber Bahía)                          |
| 2016-17   | Weber Bahía (Bahía Blanca)                              | 84-75                                                   | Ferro (Buenos Aires)                                    | Mauro Polla                                             | Estadio Héctor Etchart (Ferro, Buenos Aires)            | Facundo Corvalán (Weber Bahía)                          |
| 2017-18   | Quimsa (Santiago del Estero)                            | 94-77                                                   | Comunicaciones (Mercedes)                               | Jorge Caballero                                         | Estadio Ciudad (Quimsa, Santiago del Estero)            | José Montero (Quimsa)                                   |
| 2018-19   | Peñarol (Mar del Plata)                                 | 93-91                                                   | Instituto (Córdoba)                                     | Tomás Sirochinsky                                       | Estadio Ángel Sandrín (Instituto, Córdoba)              | Juan Martín Fernández (Peñarol)                         |
| 2019-20   | Temporada suspendida a causa de la pandemia de COVID-19 | Temporada suspendida a causa de la pandemia de COVID-19 | Temporada suspendida a causa de la pandemia de COVID-19 | Temporada suspendida a causa de la pandemia de COVID-19 | Temporada suspendida a causa de la pandemia de COVID-19 | Temporada suspendida a causa de la pandemia de COVID-19 |
| 2020-21   | Temporada no disputada                                  | Temporada no disputada                                  | Temporada no disputada                                  | Temporada no disputada                                  | Temporada no disputada                                  | Temporada no disputada                                  |
| 2021-22   | Boca Juniors (Buenos Aires)                             | 94-78                                                   | Comunicaciones (Mercedes)                               | Gonzalo Pérez y Juan Pablo Fernandez                    | Estadio Oberá Tenis Club (Oberá, Misiones)              | Juan Martín Guerrero (Boca)                             |
| 2022-23   | Oberá (Oberá)                                           | 65-46                                                   | Instituto (Córdoba)                                     | Lucas Gornatti                                          | Estadio Ángel Sandrín (Instituto, Córdoba)              | Kelvin Ramírez (Oberá)                                  |
| 2023-24   | Instituto (Córdoba)                                     | 77-68                                                   | Boca Juniors (Buenos Aires)                             | Ignacio Giambartolomei                                  | Estadio Obras Sanitarias (Obras Sanitarias, CABA)       | Fausto Moussa (Instituto)                               |

### Torneo femenino
| Temporada | Campeón                             | Resultado | Subcampeón                          | Entrenador campeón | Estadio de la final                          | MVP finales                   |
| --------- | ----------------------------------- | --------- | ----------------------------------- | ------------------ | -------------------------------------------- | ----------------------------- |
| 2017-18   | Vélez Sarsfield (Buenos Aires)      | 67-39     | Las Heras (Las Heras, Mendoza)      | Gabriel Gusso      | Obras Sanitarias (Obras Sanitarias, CABA)    | No definido                   |
| 2018-19   | Deportivo Berazategui (Berazategui) | 59-49     | Vélez Sarsfield (Buenos Aires)      | Mauro Maldonado    | Microestadio River Plate (River Plate, CABA) | No definido                   |
| 2018-19   | Vélez Sarsfield (Buenos Aires)      | 87-55     | Deportivo Berazategui (Berazategui) | Sandra Pavón       | Obras Sanitarias (Obras Sanitarias, CABA)    | Malena Sosa (Vélez Sarsfield) |

## Títulos por equipo

### Torneo masculino
| Equipo         | Títulos | Subtítulos | Temporadas Campeón        | Temporadas Subcampeón |
| -------------- | ------- | ---------- | ------------------------- | --------------------- |
| Weber Bahía    | 3       | -          | 2014-15, 2015-16, 2016-17 | -                     |
| Instituto      | 1       | 2          | 2023-24                   | 2018-19, 2022-23      |
| Boca Juniors   | 1       | 1          | 2021-22                   | 2023-24               |
| Quimsa         | 1       | -          | 2017-18                   | -                     |
| Peñarol        | 1       | -          | 2018-19                   | -                     |
| Oberá          | 1       | -          | 2022-23                   |                       |
| Lanús          | -       | 2          | -                         | 2014-15, 2015-16      |
| Comunicaciones | -       | 2          | -                         | 2017-18, 2021-22      |
| Ferro          | -       | 1          | -                         | 2016-17               |

### Torneo femenino
| Equipo                | Títulos | Subtítulos | Temporadas Campeón | Temporadas Subcampeón |
| --------------------- | ------- | ---------- | ------------------ | --------------------- |
| Vélez Sarsfield       | 2       | 1          | 2017-18, 2018-19   | 2018-19               |
| Deportivo Berazategui | 1       | 1          | 2018-19            | 2018-19               |
| Las Heras             | -       | 1          | -                  | 2018                  |